# Kościół św. Rocha w Grodzisku
Kościół św. Rocha – rzymskokatolicka drewniana, zabytkowa świątynia w Grodzisku (powiat oleski). Jest kościołem filialnym parafii Bożego Ciała w Oleśnie. 10 lutego 1978 roku pod numerem 149/76 kościół został wpisany do rejestru zabytków Narodowego Instytutu Dziedzictwa. Największe uroczystości odbywają się tutaj w dniu święta patrona (16 sierpnia).

## Historia kościoła
Kościół wybudowano w Grodzisku w 1710, dwa lata po wygaśnięciu zarazy szalejącej w Oleśnie (stosowny napis upamiętniający znajduje się w zakrystii). Stanął na wzniesieniu, poza obszarem wsi. Wybudowano go nie używając zaprzęgów konnych i przynosząc cały materiał ręcznie. Pierwszy remont przeprowadzono w 1878 roku, z inicjatywy księdza proboszcza Walentego Morawca. Kolejny generalny remont przeszła świątynia w 1960 roku remont przeprowadził ksiądz proboszcz Gustaw Łysik), następny w latach 90. XX wieku - zainstalowano wówczas instalację przeciwpożarową i antywłamaniową (w 1995 miało miejsce włamanie do kościoła, skradziono wtedy kilka cennych rzeźb).
W 1995 obok świątyni miejscowa mniejszość niemiecka wybudowała pomnik poległych mieszkańców podczas wojen światowych.

## Architektura i wnętrze kościoła
Jest to obiekt orientowany, konstrukcji zrębowej i na podmurówce. Siodłowe dachy nad nawą i prezbiterium, pobite są gontem, nad lożą jest dach trójspadowy. Kościół okalają soboty, wsparte na słupach z mieczowaniami. Ściany ponad sobotami także pobite są gontem. Nad nawą wznosi się ośmioboczna wieżyczka na sygnaturkę, zwieńczona iglicą i pokryta blachą z chorągiewką z datą budowy.
Prezbiterium kościoła zamknięte jest trójbocznie, w prostokątnej nawie znajduje się loża kolatorska na piętrze. Strop w nawie jest płaski, natomiast w prezbiterium można zobaczyć pozorne sklepienie kolebkowe.
Wyposażenie kościoła jest głównie barokowe – ołtarz główny z roku 1714 z rzeźbami św. Grzegorza, św. Jana Nepomucena, św. Augustyna, św. Ignacego, św. Barbary i św. Heleny oraz grupą Świętej Trójcy (w zwieńczeniu), posiada bogatą dekorację snycerską. W ołtarzu znajduje się także obraz św. Rocha na tle panoramy Olesna.
Boczny ołtarz lewy zestawiony jest z fragmentów barokowych z XVII wieku z rzeźbą Matki Boskiej Bolesnej i obrazem Trójcy Świętej w zwieńczeniu. Prawy ołtarz boczny także pochodzi z XVII wieku - znajdują się w nim rzeźby świętych oraz przemalowany obraz Zdjęcie z Krzyża.
Z innego zabytkowego wyposażenia w kościele zachowała się ambona barokowa z XVIII wieku, stacje Drogi Krzyżowej z 1842 roku, krucyfiks z przełomu XVIII i XIX wieku oraz kilka obrazów – św. Rozalii ze św. Sebastianem i św. Rochem (widnieje tam też herb Olesna, monograf SF i data 1708) i ludowy, św. Rodziny i Matki Boskiej z Dzieciątkiem z połowy XIX wieku.